# Dániel Berzsenyi

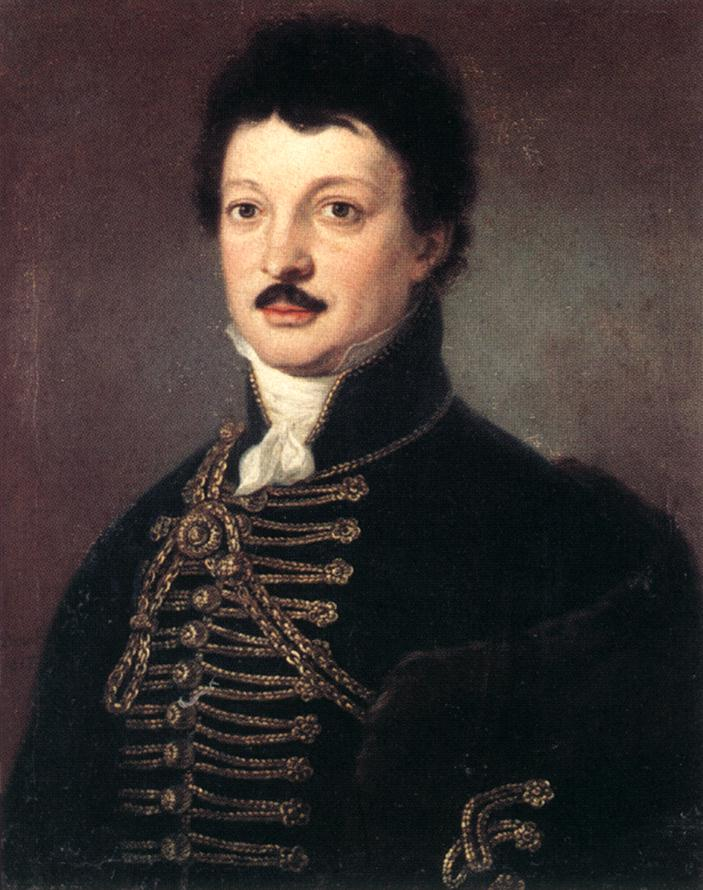
Dániel Berzsenyi

Dániel Berzsenyi (7. května 1776, Egyházashetye – 24. února 1836, Nikla) byl maďarský básník.

## Život
Byl luterán, pocházel ze starého šlechtického rodu. Celý život strávil na svém panství. Žil v Zadunají jako statkář a zároveň byl literárně činný. Ve své tvorbě usiloval o harmonické spojení života a poezie v duchu antických ideálů životní moudrosti; jeho velikým vzorem byl Horatius. Jeho poezie je silně vlastenecká, Berzsenyi byl průkopníkem a stoupencem reformních idejí Istvána Széchenyiho. Berzsenyi byl vynikající mistr formy, jeho dílo tvoří přechod od klasicismu k romantismu.
Psát začal kolem r. 1797, poslední báseň je pravděpodobně A poézis hajdan és most (Poezie kdysi a nyní). V prvním období své tvorby psal klasicisticko-rokokovou poezii ve stylu německého sentimentalismu a klasicistických nápodob antiky a stavovského patriotismu uherské šlechty (např. óda A felkölt nemességhez, K povstalé šlechtě z r. 1719).
Ve vrcholném období 1808 až 1817 se seznámil s ideami osvícenství a intenzívně se zajímal o další osud národa. Nejcennější jsou vlastenecké ódy a elegie, např. óda A magyarokhoz (K Maďarům, 1810), epigramy jako Napoleónhoz (K Napoleonovi, 1814), který oslavuje vítězství svobody nad tyranií, básnické epištoly Vandal bölcsesség (Vandalská moudrost, 1813-1815), Dukai Takács Judithoz (1815) a jiné, stavějící proti všem druhům útlaku vzdělání a humanitu.
Zároveň psal nábožensky laděné básně spojující požadavky křesťanství s antickou moudrostí horatiovskou, jako jsou óda Fohászkodás (Povzdech, 1810) a Életfilozófia (Životní filosofie, 1811). Tento humanistický ideál převládl i v závěrečném období Berzsenyiho tvorby po roce 1817, kdy po odmítavé Kölcseyově kritice svých básní ve své činnosti ochabl. K významným básním tohoto období náleží Szilágyi (1825) a óda Gróf Mailáth Jánoshoz (1813).
Za jeho života vyšlo jen jedno vydání jeho veršů (1813, 2. vydání 1816).

## Dílo

### Poezie
- A poézis hajdan és most (Poezie kdysi a nyní)
- A felkölt nemességhez (1719, K povstalé šlechtě)
- A magyarokhoz (1810, K Maďarům)
- Napoleónhoz (1814, K Napoleonovi)
- Vandal bölcsesség (1813 - 1815, Vandalská moudrost)
- Dukai Takács Judithoz (1815)
- Fohászkodás (1810, Povzdech)
- Életfilozófia (1811, Životní filosofie)

### Ostatní
- Kupa támadása (1816 Útok Kupův)
- Észrevételek Kölcsey recensiójára (1825, Poznámky k recenzi Kölcseyově)
- Poétai harmonisztika (1831, Harmonie poezie)
- A kritikárol (1835, O kritice) aj.